# José Prego de Oliver
José Prego de Oliver o Joseph Prego de Oliver (Manresa, 1750 - Cádiz, 18??) fue un escritor y político español que cumplió funciones como administrador de la aduana de Montevideo, ciudad de la cual es considerado el primer poeta.

## Biografía
Nació en Manresa, en el Principado de Cataluña, España. Entre las labores políticas que ejerció se encuentra la de gobernador político y militar de Alicante desde 1783, y de la plaza de Cádiz desde 1786.
Fue designado administrador de la aduana de Montevideo en 1795, cargo que empezó a desempeñar en enero de 1797. Fue uno de los participantes del cabildo abierto del 21 de setiembre de 1808 e integró la Junta de Montevideo.
Fue corresponsal del Telégrafo Mercantil y escribió cuatro odas en las que relató hechos históricos en el que las invasiones inglesas tuvieron un rol preponderante. Fue el primero en plasmar con su pluma algunas de las formas coloquiales de la Banda Oriental en líneas como "Y al pasar se le ocurrió / decirle riyendo Ché / el diluvio se acabó?" o "Callate que sos un zonzo".
Se mantuvo en su trabajo en la aduana hasta el final de la dominación española de la Banda Oriental en 1814. Posteriormente viajó a Río de Janeiro con su familia y a fines de 1816 se trasladó a España donde falleció en Cádiz en una fecha desconocida.

## Obras
- A la reconquista de la capital de Buenos-Ayres por las tropas de mar y tierra, à las òrdenes del capitán de navio, Don Santiago Liniers el 12 de agosto de 1806 (Real Imprenta de Niños Expósitos. 1806)
- A la gloriosa memoria del Teniente de Fragata D. Agustin Abreu, muerto de resultas de las heridas que recibió en la acción del campo de Maldonado con los Ingleses el día 7 de noviembre de 1806 (Real Imprenta de Niños Expósitos. 1806)
- Al Sr. D. Santiago Liniers, brigadier de la real armada, y capitan general de las provincias del Río de la Plata, por la gloriosa defensa de la capital de Buenosayres atacada de diez mil ingleses el 5 de julio de 1807 (Real Imprenta de Niños Expósitos. 1807)
- Montevideo: Tomada de asalto por los ingleses, después de 18 días de sitio, en la noche del 2 de febrero de 1807, siendo su gobernador D. Pascual Ruiz Huidobro, brigadier de la real armada. (Real Imprenta de Niños Expósitos. 1807)